# Bohemistika
Bohemistika či česká filologie je vědní obor, který se zabývá českým jazykem a literaturou. V širším, dnes méně častém, pojetí výraz označuje obor zabývající se českým národem obecně (tj. včetně kultury, historie apod.).

## Historie jazykovědné větve oboru

### Počátky vědeckého zkoumání češtiny
Obor vznikl již ve 14. století, kdy se poprvé objevily odborné práce zabývající se českým jazykem.

#### Klaret
Český učenec doby Karla IV. Bartoloměj z Chlumce, zvaný Klaret, (asi 1320 – asi 1379) se jako první pokusil o vytvoření české vědecké terminologie. Učinil tak zvláště ve svých třech velkých veršovaných slovnících – Glosář, Bohemář a Vokabulář gramatický. Další, menší slovník dostal název Exemplarius. Některé novotvary zavedené Klaretem existují v češtině dodnes (např. jepice, háv, zlatohlav).

#### Jan Hus
O český jazyk se zajímal také Jan Hus (asi 1370 – 6. července 1415). Husovo autorství latinsky psaného díla Orthographia Bohemica (O pravopise českém) nelze jednoznačně prokázat, ale bývá mu obvykle přisuzováno. Podle reformy navržené v uvedeném spise se měl dosavadní český spřežkový pravopis nahradit pravopisem diakritickým.

### Období humanismu
Čeští humanisté 15. století (např. Viktorin Kornel ze Všehrd) hájili češtinu proti výtkám, že je ve srovnání s latinou nedokonalá, a usilovali o to, aby se jí čeština po stránce lexikální i stylistické vyrovnala.
Tři utrakvističtí kněží, Beneš Optát z Telče, Petr Gzel z Prahy a Václav Philomates, v první třetině 16. století sestavili první mluvnici českého jazyka – Grammatiku českou. Ač nebyla úplná, položila základy kodifikace humanistické češtiny, zvláště pak v hláskosloví a tvarosloví.

#### Jan Blahoslav
Velkým znalcem českého jazyka byl biskup jednoty bratrské Jan Blahoslav (1523–1571). Z latiny a řečtiny do češtiny přeložil Nový zákon (překlad vydán 1564), a dal tak podnět ke vzniku Bible kralické (1576–1594). Blahoslavův překlad se stal vzorem dokonalého jazyka. Celkem dvacet let se věnoval Gramatice české a dokončil ji těsně před svou smrtí. Kniha je vlastně komentovaným vydáním starší gramatiky češtiny od Beneše Optáta a Václava Philomatesa a je Blahoslavem doplněna o rozsáhlý oddíl o stylistické kultuře a normě jazyka. Kniha je doplněna sbírkou českých přísloví.

#### Matouš Benešovský
Matouš Benešovský zvaný Philonomus, o jehož životě nemáme příliš spolehlivých dokladů, je původcem dvou jazykovědných děl. Grammatica Bohemica vyšla roku 1577 a Knížka slov českých vyložených roku 1587. Benešovský se pokládá za prvního autora, který popsal sedmipádovou strukturu češtiny a který byl blízko objevení slovesného vidu. Jeho specifikem je práce s obecně slovanským materiálem, především maloruským (ukrajinským), méně pak jihoslovanským, a v novodobé edici (O. Koupil) je zván protoslavistou. V rámci humanistické tradice podává také chválu jazyka českého a prosazuje čistotu češtiny z pozice krajního purizmu. Zcela jedinečné jsou v jeho Knížce žalmy v církevní slovanštině, zapsané českým pravopisem.

#### Daniel Adam zVeleslavína
Lexikograf Daniel Adam z Veleslavína (1546–1599) sestavil mj. čtyřjazyčný slovník Silva quadrilinguis (Bohatství čtyř jazyků, 1598), jenž vedle sebe kladl dva jazyky mrtvé (latinu a řečtinu) a dva jazyky živé (češtinu a němčinu).
Podle Daniela Adama z Veleslavína byla celá jazyková (a obecně kulturní) epocha v českých zemích nazvána dobou veleslavínskou. Právě na češtinu tohoto vrcholného období navázal počátkem 19. století Josef Dobrovský při snaze o vytvoření moderní spisovné češtiny.

#### Slováci
Na rozvoji bohemistiky se v době humanismu podíleli také Slováci působící v Čechách. Nejvýznamnějším z nich byl Vavřinec Benedikt z Nudožer (1555–1615), jenž působil na pražské univerzitě a latinsky sepsal mluvnici češtiny známou pod názvem Grammaticæ bohemicæ libri duo (Dvě knihy české mluvnice, 1603). Kromě výkladů o mluvnici kniha obsahuje řadu poznámek o nářečích. Velmi kvalitní gramatikou byla také Grammatica Bohemico-Slavica Pavla Doležala (1746).

### Období barokních gramatik
Doba slovesného baroka, za niž se v Česku považuje přibližně rozpětí let 1620–1770, s sebou přinesla zvýšený teoretický zájem o český jazyk v podobě několika gramatik, některých mnohokrát vydaných. Tato horečnatá jazykovědná aktivita se někdy spojuje s komplikovaným postavením češtiny, která byla postupně vytlačována ze sféry nejvyšší správy a světské elitní kultury a musela odolávat zvýšenému tlaku němčiny. Představy o jejím úpadku jsou však z velké části obrozeneckým mýtem, na nějž navázala i pozitivistická bohemistika 20. století. Dnes jsou kvality pobělohorské literatury široce uznávány, stejně jako důležitá role jezuitských autorů při péči o český jazyk.
Mezi první barokní díla zaměřená na jazyk patří Grammatica Boemica Jana Drachovského z r. 1660 a Brus jazyka českého z r. 1667 od Jiřího Konstance, který však vydal až po jeho smrti Matěj Václav Šteyer. Prakticky zaměřený byl Šteyerův tzv. Žáček, plným názvem Výborně dobrý způsob, jak se má dobře po česku psáti, neb tisknouti (1668, 1730, 1781!). Nic bližšího není známo o mluvnici Kotelově kolem r. 1691.[zdroj?] Nejvýznamnější původní mluvnickou prací je však latinská Čechořečnost, seu Grammatica linguae Bohemicae Václava Jana Rosy z r. 1672. Ta obsahuje také předmluvu, která je v podstatě obranou češtiny. O nepřerušeném zájmu o jazyk svědčí také opakovaná vydání mluvnice Václava Jandyta Grammatica Linguae Boemicae (1704, 1705, 1715, 1732, 1739, 1753), opatřená stále přetiskovanou předmluvou, obsahující zanícenou obranu českého jazyka, a příležitostně doplněná puristickým slovníčkem. V některých z vydání najdeme také návody, jak psát českou divadelní hru nebo jak konverzovat ve vyšší společnosti. Role těchto návodů stále čeká na podrobnější výzkum, ale je možné, že se ukáže, že čeština nebyla vytlačena z elitní světské kultury tak dokonale, jak se tvrdívá.

### Národní obrození

#### Josef Dobrovský
Za zakladatele novodobé vědecké bohemistiky (a rovněž slavistiky) je považován Josef Dobrovský (1753–1829), vůdčí postava první generace obrozenců. Právě před touto generací stály obtížné úkoly, a to kromě jiného: 
- učinit český jazyk předmětem teoretického studia, popsat jeho dějiny, vývoj i současný stav a stavbu vědeckými metodami osvícenského racionalismu;
- vytvořit základy spisovného jazyka českého stanovením nové, jednotné normy a prosazením její kodifikace;
- popsat dosavadní vývoj a současný stav české literatury.

Dobrovský se těchto úkolů ujal a už v roce 1792 dokončil německy psané dílo Geschichte der böhmischen Sprache und Literatur (Dějiny české řeči a literatury). V této literárněhistorické studii Dobrovský vypracoval periodizaci české literatury, z níž se v zásadě vychází dodnes. Za vrcholné období českého písemnictví označil dobu veleslavínskou. Vyzdvihl však také dobu husitskou. 
Dobrovského další práce, Ausführliches Lehrgebäude der böhmischen Sprache (Podrobná mluvnice českého jazyka, 1809), lze označit za stěžejní dílo bohemistiky, bez něhož by měl současný český jazyk výrazně jinou podobu. Autor navazoval na humanistickou češtinu Bible kralické a jeho normativní návrhy byly až na výjimky brzy přijaty. (O tuto kodifikační mluvnici se ve 2. polovině 19. století opíral i Jan Gebauer.) 
Třetím významným počinem Josefa Dobrovského na poli bohemistiky bylo sestavení dvoudílného Deutsch-böhmisches Wörterbuch (Německo-český slovník, 1802 a 1821).

#### Josef Jungmann
Dobrovský si s nastupující mladou generací obrozenců příliš nerozuměl, přesto z jeho díla vycházel další velikán bohemistiky, Josef Jungmann (1773–1847), autor pětisvazkového Slovníku česko-německého (vycházel v letech 1834–1839). Shromáždil v něm přibližně 120 000 českých slov, jejichž zdrojem byly české literární památky a řeč lidu, ale zahrnul do něj také výrazy z dalších slovanských jazyků (zvl. z ruštiny a polštiny) a vlastní novotvary. Sestavením slovníku chtěl prokázat, že čeština je jazyk stejně bohatý a dokonalý jako němčina. Vznik českého odborného názvosloví byl spjat s rozvojem české vědy v době národního obrození. Spolu s Dobrovského Mluvnicí se Jungmannův slovník stal základním kamenem pro pozvolné ustanovení normy i kodifikace moderní češtiny. 
Jungmann se zabýval také historií české literatury. V díle Historie literatury české aneb soustavný přehled spisů českých s krátkou historií národu, osvícení a jazyka (1825) sepsal české literární památky od nejstarších dob po svou současnost. Periodizace dějin české literatury do značné míry vychází z pojetí Josefa Dobrovského.

### Přelom 19. a 20. století – pozitivistické období
Od konce 19. století se rozvíjely pozitivistické metody zkoumání jazyka a literatury.

#### Jan Gebauer
Nejvýznamnějším představitelem této fáze dějin bohemistiky byl Jan Gebauer (1838–1907), jeden z nejuznávanějších českých vědců všech dob. Jeho dílo na přelomu 19. a 20. století pro český jazyk znamenalo totéž, co dílo Josefa Dobrovského o 100 let dříve. Jako docent a později profesor češtiny na Karlově univerzitě vychoval řadu vynikajících nástupců (např. Václav Ertl). Gebauer navázal na práci Dobrovského a navrhl kodifikaci spisovné češtiny, která brala ohled na tehdejší aktuální potřeby jazyka a která je v mnoha ohledech platná dodnes. Jeho Historická mluvnice jazyka českého je klíčovou bohemistickou prací. Za svého života stihnul publikovat tři části – Hláskosloví (1894), Tvarosloví – Skloňování (1896) a Tvarosloví – Časování (1898). Čtvrtou část, Skladba upravil k vydání až František Trávníček v roce 1929. Celé dílo je podloženo rozsáhlým, pečlivě zpracovaným materiálem a je dodnes považováno za spolehlivý pramen. Dvoudílný Slovník staročeský (1903) stihl Gebauer zpracovat a vydat jen po heslo naliti. Dílo později dokončil profesor Emil Smetánka.  Mluvnice česká pro školy střední a ústavy učitelské I, II (1890) původně vznikla jako školní učebnice, ale postupně se stala příručkou kodifikační a základním bohemistickým dílem své doby. Obsahuje ucelený popis soudobého českého hláskosloví, slovotvorby, tvarosloví, skladby i pravopisu. Na toto zpracování české mluvnice navázali Bohuslav Havránek a Alois Jedlička ve své České mluvnici, která vyšla v roce 1891 také ve zkrácené, přehlednější a přístupnější podobě jako Krátká mluvnice česká. Na jejích pozdějších vydáním pracoval kromě jiných už zmíněný Václav Ertl.

#### Další pozitivističtí bohemisté
Mezi další pozitivistické bohemisty patří Václav Ertl, Josef Zubatý a Jaroslav Vlček.

### Meziválečné období
Mezi 1. a 2. světovou válkou se bohemistika částečně přiklonila ke strukturalismu (Vilém Mathesius, Jan Mukařovský).

### Československo po 2. světové válce
Po 2. světové válce se prosazovalo úsilí o marxistickou metodologii (Bohuslav Havránek, Karel Horálek, Zdeněk Nejedlý a další).
Ředitel Ústavu pro jazyk český František Daneš (1919–2015).